# Campeonato Europeo de Piragüismo en Aguas Tranquilas de 2020
El XXI Campeonato Europeo de Piragüismo en Aguas Tranquilas se iba a celebrar en Bascov (Rumanía) entre el 4 y el 7 de junio de 2020 bajo la organización de la Asociación Europea de Piragüismo (ECA) y la Federación Rumana de Piragüismo. Pero debido a la pandemia de COVID-19 el evento fue cancelado.